# Wilhelm Schmidt (calciatore)
Wilhelm Schmidt, noto anche con lo pseudonimo di Ömmes Schmidt (Duisburg, 5 agosto 1923 – ...), è stato un calciatore e allenatore di calcio tedesco, di ruolo attaccante e centrocampista.

## Carriera
Schmidt inizia la carriera agonistica nel LSV Pütnitz, con cui raggiunge nelle stagioni 1941-1942 e 1942-1943 la fase nazionale del campionato tedesco, non superando in entrambe le occasioni il primo turno.
Terminata la seconda guerra mondiale si trasferisce a Duisburg per giocare nel Meidericher, club nel quale giocherà sino al ritiro, avvenuto nel 1959.
Lasciato il calcio giocato, ha una breve esperienza come allenatore del Meidericher, subentrando nel marzo 1965 a Rudi Gutendorf; Schmidt guiderà la sua squadra al settimo posto della Fußball-Bundesliga 1964-1965.